# Crépol
Crépol (in arpitano Crèpôl) è un comune francese di 519 abitanti situato nel dipartimento della Drôme della regione dell'Alvernia-Rodano-Alpi.

## Società

### Evoluzione demografica
Abitanti censiti